# Chambre des salariés
La Chambre des salariés ou CSL (en luxembourgeois : Salariatskummer) est une chambre professionnelle responsable de la représentation des salariés du secteur privé au Luxembourg.

## Historique
Si la loi du 4 avril 1924 portant « création de chambres professionnelles à base élective » instaure les chambres professionnelles au grand-duché, cette loi dispose toutefois qu'il existe deux chambres distinctes pour le secteur privé : la chambre de travail (lb), représentant les ouvriers et la chambre des employés privés (lb), représentant les autres salariés du secteur privé.
En avril 2006, la Tripartite se met d'accord sur l'introduction d'un statut unique pour les salariés du secteur privé qui débouche sur la loi du 13 mai 2008 portant « introduction d'un statut unique pour les salariés du secteur privé » et qui instaure une chambre unique en remplacement de la chambre des employés privés et de la chambre de travail, unifiant les chambres des salariés du secteur privé ainsi que les régimes de sécurité sociale.
La chambre des salariés est entrée en fonction le 1er janvier 2009.

## Organisation
| Identité                    | Période | Période | Durée |
| Identité                    | Début   | Fin     | Durée |
| --------------------------- | ------- | ------- | ----- |
| Nora Back (d) (née en 1979) |         |         |       |

| Identité                            | Période | Période  | Durée  |
| Identité                            | Début   | Fin      | Durée  |
| ----------------------------------- | ------- | -------- | ------ |
| Jean-Claude Reding (d) (né en 1954) | 2009    | 2019     | 10 ans |
| Nora Back (d) (née en 1979)         | 2019    | En cours | 6 ans  |